# Concordato del 1801
Il Concordato del 1801 fu un accordo siglato tra Napoleone Bonaparte e papa Pio VII al fine di riappacificare i rapporti, molto tesi dopo la morte di Pio VI avvenuta in prigionia in Francia, tra quest'ultima e la Santa Sede.
Il concordato venne abrogato unilateralmente dal governo francese nel 1905, quando venne approvata la Legge di separazione tra Chiese e Stato, suscitando la reazione contrariata di papa Pio X che protestò con l'enciclica Vehementer Nos. Attualmente è in vigore unicamente nei territori francesi dell'Alsazia e della Mosella.

## Premesse
Napoleone Bonaparte, in linea con le idee rivoluzionarie, non vide di buon occhio la Chiesa cattolica, alla quale ebbe modo tra l'altro di sottrarre numerosi territori, tra cui Avignone, durante la prima campagna d'Italia. Non solo: egli imprigionò papa Pio VI che morì in cattività a Valence.
Dopo il  colpo di stato del brumaio, nonostante il nuovo governo fosse ancora composto da vecchi termidoriani, furono revocati i decreti di deportazione, vennero messe a disposizione per le celebrazioni alcune chiese e l’osservanza delle decadi restava obbligatoria solo per i funzionari pubblici. Il giuramento di odio verso la monarchia venne abolito, ma venne introdotta per i ministri di culto la promessa di fedeltà alla Costituzione. Alcuni cattolici capeggiati da Émery si dichiararono a favore per garantire quanto prima il ritorno al culto e per non abbandonare ulteriormente i fedeli. D’altra parte, i più intransigenti insistevano sul sistema delle missioni in attesa del ritorno del Rex Christianissimus, legittimo detentore del potere. Questa posizione trovava terreno fertile negli emigrati e in quelle regioni dove il connubio tra scrupolo religioso e fedeltà alla corona persisteva. Napoleone pertanto sollevò da tale impegno i ministri delle regioni dell’Ovest dove il problema della  chouannerie non era ancora completamente risolto: questo fu il primo passo in vista dell’armistizio del 1801. La divisione tra gli ortodossi fu aggravata dalla mancanza di vescovi sul suolo francese e dall’assenza di seminari per reclutare nuovi sacerdoti. Inoltre, nei dipartimenti in cui si proibiva di eseguire la promessa, le chiese venivano assegnate ai  costituzionali, che acquisivano così sempre più affidabilità agli occhi del governo e maggior forza dopo la convocazione di un nuovo Concilio.
Napoleone era ben consapevole che la Francia era rimasta e voleva rimanere cattolica nonostante i tentativi di decristianizzazione. Era convinto che nell’Ovest la pacificazione fosse impossibile senza les bons prêtres e riconosceva la facilità con cui l’ordine veniva ristabilito nel momento in cui venissero loro concesse maggiori garanzie.
Era di fondamentale importanza accattivarsi le simpatie del clero ortodosso, l’unico che avesse realmente presa sul popolo e che aveva ostacolato la coscrizione e la raccolta delle imposte. La situazione poneva due alternative: la costrizione, strada che il Direttorio aveva già tentato di intraprendere tramite le leggi di separazione rischiando di perdere la Repubblica, oppure il compromesso con un’autorità superiore in grado di far accettare le novità fondamentali della rivoluzione e a cui gli stessi costituzionali si erano rivolti sempre più frequentemente per ricevere direttive dottrinali e disciplinari.
Le ragioni del Concordato non possono poi veramente essere apprezzate se non osservate da una prospettiva europea.
Infatti la pacificazione col Papato sarebbe risultata più efficace di un’alleanza tra lo stesso Napoleone e il clero costituzionale o la fazione protestante, per consolidare la propria legittimità e quella della Rivoluzione anche nei territori conquistati, come Belgio, Renania e Italia settentrionale (dove l’autorità era riconosciuta solo quando consacrata dalla religione). Essa avrebbe anche potuto allineare alla propria causa tutti gli altri stati italiani e la cattolica Spagna in chiave antinglese. In tal senso, non appena fu restaurata la Repubblica Cisalpina a Milano nel 1800, si affermò esplicitamente che non sarebbero rientrate in vigore le leggi giacobine di contenuto ateista.
Dal punto di vista del neoeletto  Pio VII le sorti della Cattolicità dipendevano dall’attitudine che avrebbe adottato la Francia. Infatti le altre potenze cattoliche erano considerate inaffidabili, in quanto sempre pronte a sottrarre alla Santa Sede lembi di terra oppure parte delle sue prerogative, in linea con l’ormai diffuso pensiero  giuseppinista. Inoltre la Santa Sede non avrebbe mai accettato di legare la sua causa a un’alleanza esclusiva per non sacrificare la libertà apostolica e mantenere la sua vocazione universalistica. Nonostante ciò, la migliore prospettiva che apparentemente veniva offerta dalla Francia spingeva l’ambiente curiale a cercare un accordo con Napoleone. Questo eventuale accordo doveva però poggiare su due cardini. La libertà del culto, intesa come riconoscimento del cattolicesimo come religione di Stato o almeno religione dominante che avrebbe costretto il potere civile a rispettare la sua disciplina e a non promuovere leggi contrarie alla sua morale, e secondariamente la fine dello scisma costituzionale. In cambio il Papa era disposto a fare concessioni che non fossero però contrarie al dogma.
Giuseppe Bonaparte, fratello di Napoleone, fu dunque inviato a Roma per trattare con il Papa.

## Contenuti
I primi concreti segnali di riavvicinamento si ebbero a febbraio, quando fu inviato al papa un primo progetto di concordato; in questa stessa occasione venne anche restituito un antico simulacro di Nostra Signora di Loreto, che era stato preso dai francesi durante il saccheggio della chiesa di Loreto nel 1797. Dopo alcuni mesi di trattative si giunse alla firma del Concordato il 15 luglio 1801, ratificato da entrambe le parti —rappresentate dal cardinale segretario di Stato, Consalvi e da Giuseppe Bonaparte— il 14 agosto dello stesso anno. Un anno dopo Napoleone, per dimostrare la sua volontà di riappacificazione, partecipò ad una messa tenuta a Notre-Dame (Te Deum) insieme a venti vescovi e al cardinale Giovanni Battista Caprara Montecuccoli.
Secondo le disposizioni concordatarie la Francia riconosceva il cattolicesimo come maggiore religione della nazione e ripristinava alcuni diritti civili tolti alla Chiesa dalla costituzione civile del clero del 1790. Il documento fu redatto dal segretario di stato Ercole Consalvi e stabilì che la Chiesa rinunciava ai beni incamerati dallo stato francese in seguito alla rivoluzione, mentre riceveva il diritto di deporre i vescovi, che però continuavano ad essere eletti dallo Stato. Non c'è menzione degli ordini religiosi soppressi durante la rivoluzione, che rimanevano, dunque, in una situazione scoperta.

## Il testo
Il documento incomincia con due dichiarazioni. Nella prima il governo della Repubblica francese riconosce la religione cattolica, apostolica e romana come quella della gran maggioranza dei cittadini francesi: in questo modo si ammette il fallimento del processo di decristianizzazione sostenuto della Rivoluzione e la rinuncia a istituire in Francia una religione nazionale (il progetto quindi della costituzione civile del clero viene implicitamente rigettato). Inoltre, in cambio della concessione di diritti e prerogative esposti nel Concordato, si richiede a Napoleone una professione di fede.
Nella seconda dichiarazione il Papa auspica una completa libertà di esercizio del culto cattolico. 
- L’articolo 1 afferma due principi fondamentali: la libertà della religione cattolica e la pubblicizzazione del culto. Questi avrebbero comportato l’abbandono di ogni legge di carattere restrittivo promulgata precedentemente. Consalvi riuscì a ottenere l’intervento della polizia solo per assicurare la tranquillità pubblica, a titolo eccezionale o in casi di forza maggiore.
- Gli articoli dal 2 al 5 riguardano la nuova suddivisione delle diocesi e le nomine episcopali. A Napoleone spetta il diritto, in linea con la tradizione regaliana e del  Concordato del 1516, di nomina dei nuovi vescovi, mentre il Papa avrebbe conferito l’istituzione canonica. L’episcopato, secondo le volontà di Napoleone, venne completamente rinnovato e il Papa esortò i titolari ad abbandonare le loro sedi.
- Inoltre, il giuramento di fedeltà alla figura del primo console era al centro di una battaglia che vedeva da una parte Napoleone stesso e dall’altra gli ambienti cattolici già ostili a un simile atto a causa degli avvenimenti precedenti. Di qui gli articoli dal 6 all'8, che prevedono l’obbedienza da parte di tutti gli ecclesiastici al governo, quindi non più alla  Convenzione o alle leggi. In cambio di questa concessione i preti avrebbero denunciato alle autorità i sospetti di attività contro lo stato e avrebbero accettato il canto “Domine salvam fac rem pubblicam, salvos fac consules” da recitare al termine della messa.
- Gli articoli dal 9 al 12 regolano l’organizzazione interna delle diocesi. I vescovi avrebbero redatto una nuova circoscrizione delle parrocchie, nominato i parroci e avuto un capitolo e un seminario.
- Gli accordi riguardanti la vendita dei beni nazionali vengono regolati negli articoli dal 13 al 15. Napoleone rifiutò ogni mezza misura perché intuiva che la pace sociale e la stabilità politica sarebbero dipese proprio dalla garanzia sulle transazioni operate sui beni nazionali. Dal canto suo la Santa Sede desiderava salvare il principio dell’inviolabilità delle proprietà della Chiesa e spingeva per una promessa di compensazione volta al mantenimento materiale del culto. Questa sorta di trattamento venne concesso, ma solo a un numero limitato di ecclesiastici, titolari di diocesi e parrocchie.

Il testo termina infine con un impegno in cui il Papa riconosce ai capi di governo, a patto di professare la religione cattolica, i diritti e le prerogative di cui fruivano prima della rivoluzione sia in ambito diplomatico sia di intervento nella creazione di cardinali. Inoltre, viene pronunciata la decadenza della dinastia dei Borboni e l’attribuzione delle prerogative del Rex Christianissimus al capo del governo.

## Interpretazione
In realtà ogni articolo contiene ambiguità più o meno calcolate. Questo perché la situazione richiedeva di trovare urgentemente una maniera di coabitazione di due sistemi dottrinali divergenti: quello politico rivoluzionario da una parte e quello di una dottrina considerata immutabile dall’altra. A un primo sguardo il negoziato sembra riportare un trionfo della politica del Primo Console, dal momento che molte conquiste maggiori della Rivoluzione vengono mantenute: nessuna religione dominante (il principio della libertà dei culti non veniva intaccato) e il clero che non costituisce un ordine, con proprietà indipendenti, privilegi amministrativi e giudiziari. Tuttavia, il Concordato sancisce la riconquista di sicurezza e libertà d’azione della Chiesa cattolica in Francia, nazione che rientra quindi nell’unità romana. Infine, rappresenta il naufragio dei tentativi scismatici di tradizione  gallicana che erano stati intrapresi del decennio precedente, siglando un trionfo senza precedenti della giurisdizione pontificale.

## Il difficile processo di ratificazione e gli Articoli organici
La ratificazione del Concordato fu estremamente rapida da parte della Santa Sede. In breve tempo l’enciclica Ecclesia Christi l’annunciava a tutto il mondo cattolico, mentre il breve Tam multa chiedeva ai vescovi francesi di dimettersi spontaneamente. Il cardinale Caprara fu nominato legato a latere incaricato del ristabilimento del culto sul territorio francese. Tuttavia, non mancarono recriminazioni sia in ambito spirituale, in quanto le concessioni previste rischiavano di costituire un precedente pericoloso, sia in ambito temporale, dal momento che i territori delle  Legazioni rimanevano in seno alla Repubblica Cisalpina. Inoltre, in seguito al breve Tam multa, 55 vescovi si dimisero mentre 38 si rifiutarono di farlo, con la possibilità di intralciare la politica concordataria. Ulteriore scoglio fu la regolazione dei conti con gli ex-costituzionali: la Santa Sede pretendeva che per essere nominati a una sede vescovile essi dovessero esplicitamente “accettare i giudizi della santa Sede sugli affari di Francia”. Napoleone però si oppose fermamente a questa ritrattazione che intralciava il suo piano di pacificazione nazionale e Caprara fu posto di fronte a un ultimatum che poteva portare alla rottura di ogni intesa. Nonostante il sostegno e la mediazione di  Bernier, anche alcuni ex-costituzionali rifiutarono la ritrattazione richiesta e Pio VII costernato ricusò la bolla di istituzione.
Un’ulteriore amara delusione colpì Pio VII quando i cosiddetti Articoli organici furono aggiunti al Concordato al momento dell’approvazione da parte delle assemblee deliberanti (legge di germinale anno X). Questi furono il frutto di un’opposizione al Concordato nata in seno a una parte del clero, ai legisti di antica formazione e ai funzionari rivoluzionari. Gli stessi Napoleone e Talleyrand volevano mostrare di non essere venuti meno allo spirito nazionale-gallicano. Nell’aprile 1802, i 77 articoli furono annessi arbitrariamente al testo del Concordato e spacciati come approvati dal Papa stesso. In particolare, essi prevedevano la necessaria autorizzazione del governo perché il clero potesse ricevere i brevi papali, i decreti conciliari, i legati e i commissari apostolici, e perché potesse riunirsi in concilio nazionale o metropolitano. Tutti gli ordini monastici restavano aboliti. L’insegnamento della  Dichiarazione del 1682 era imposta in tutti i seminari. Ogni attentato allo spirito della Chiesa gallicana sarebbe rientrato nei casi d’abuso giudicabili dal  Consiglio di Stato. Inoltre, il governo poneva restrizioni alle manifestazioni pubbliche del culto, per esempio nelle città con una popolazione protestante numerosa, e interveniva in numerosi dettagli dell’organizzazione ecclesiastica.
Pio VII denunciò l’inaccettabilità di questo procedimento e reclamò “modifiche opportune e necessarie”.

## La Francia concordataria
Al fine di mettere in atto il Concordato, il ministro dei Culti Portalis si trovò a dialogare con il legato Caprara investito di ampi poteri e il meno malleabile Bernier. Quest’ultimo fu incaricato della riorganizzazione delle diocesi di cui riuscì a sopprimerne sessanta e della loro nuova assegnazione. Vescovi ortodossi e costituzionali furono parimenti rappresentati e tra le nuove nomine figurava quella di  Fesch a Lione, zio dello stesso Napoleone.
Anche le parrocchie vennero riordinate e ridotte nel numero. Un problema però si pose nel momento in cui si richiedeva di scegliere una percentuale fissa di collaboratori tra i costituzionali, procedura che veniva resa impossibile dalla richiesta di ritrattazione. Caprara allora ricordò che il breve pontificio di Pio VI del 1790 doveva essere accettato dagli scismatici prima di ogni tipo di riconciliazione. Per questo motivo il legato fu convocato e rimproverato duramente da Napoleone, che lo costrinse a una ritrattazione delle sue dichiarazioni, fatto che amareggiò profondamente la Curia romana. Tuttavia, se poteva apparire una vittoria per il governo, nella realtà dei fatti i vescovi ortodossi iniziarono a nominare nelle parrocchie solo i curati che davano soddisfazione alla ritrattazione richiesta.
Al tempo stesso si levarono voci di protesta da parte di alcuni vescovi ortodossi che avevano rifiutato di dimettersi e di quella popolazione dell’ovest che tanto duramente si era opposta all’avanzare della Rivoluzione. Questa opposizione anticoncordataria si organizzò in Petites Églises isolate nel panorama concordatario contro cui il governo si dimostrò spietato. Questo perché l’Inghilterra si apprestava a scendere in guerra dopo la rottura del  trattato di Amiens, sostenendo anche la causa della chouannerie. Una reazione simile si osservò nelle diocesi belghe, da sempre ostili al genio gallicano. Napoleone allora pretese di ottenere una condanna ufficiale da parte del Papa che però non arrivò.
Sorsero poi nuove criticità a livello amministrativo. Con la legge di germinale anno X, il governo aveva fissato il limite di spesa che avrebbe accettato di addossarsi per il culto. Il sostentamento di quella parte del clero che vi era esclusa rientrava nelle competenze dei comuni, al quale però la maggior parte di essi decise di non provvedere lasciando nell’indigenza i preti. In questo contesto non si osservarono rimostranze da parte di Roma nei confronti delle libertà accordate ai protestanti, né relativamente alla concessione di uno statuto organico né all’equiparazione di trattamento economico tra ministri e preti.
Tuttavia, un nuovo scontro si accese sulla questione del matrimonio civile e sulla validità del matrimonio celebrato dai costituzionali e di quello dei religiosi e delle religiose che avevano sciolto i propri voti nel decennio passato. Problema che venne acuito dalla pubblicazione del  Codice civile del marzo 1804, il quale manteneva il matrimonio-contratto e il divorzio. Non da ultimo, il Concordato rappresentò un pericoloso precedente: altri Stati erano pronti a chiedere al Papato concessioni simili a quelle ottenute dal primo console.
Per saziare invece la sua avidità di legittimità Napoleone decise di farsi incoronare imperatore dal Papa stesso, il quale, desideroso di guadagnare una posizione di vantaggio nella risoluzione delle questioni ancora irrisolte, decise di accettare l’invito riaprendo una nuova fase dei negoziati. 
I primi ostacoli sorsero a proposito del giuramento che Bonaparte avrebbe dovuto prestare al momento dell'incoronazione: infatti era previsto il rispetto delle conquiste della rivoluzione ai danni della Chiesa e della libertà dei culti. Per quanto riguardava poi il Concordato, il Papa chiese esplicitamente che fossero esclusi i dibattuti Articoli organici. Inoltre veniva ribadita la richiesta di sottomissione dei costituzionali, ora caldeggiata anche da Fesch e Bernier, e rivendicata la possibilità di inviare bolle pontificali senza la previa autorizzazione dell’autorità civile. 
Nonostante le concessioni da parte del governo francese il Papa temporeggiava: erano infatti in corso i preparativi per la nascita della terza coalizione e Pio VII voleva evitare di apparire di parte agli occhi delle altre potenze europee. 
Dopo nuove rassicurazioni da parte di Napoleone e di Fesch, il Papa decise finalmente di partire per Parigi per “i grandi interessi della religione”. Iniziato a novembre 1804, il viaggio si rivelò un successo incredibile perché dimostrò quanto profonde fossero la devozione e la fedeltà del popolo francese: ovunque masse di fedeli si radunarono e festeggiarono per giorni in presenza del Santo Padre, come ad esempio accadde a Lione. 
Un altro considerevole risultato fu rappresentato dalla ritrattazione incondizionata del clero costituzionale, spinto dallo stesso Napoleone in questa direzione perché desideroso di accontentare il più possibile le richieste del Pontefice. 
In questo modo volse al termine lo scisma interno alla chiesa gallicana. L’evento ebbe una tale risonanza anche all’estero che lo stesso Scipione Ricci ritrattò le sue posizioni in presenza del Papa di ritorno a Roma. A proposito però del Concordato e del Codice civile il governo francese si rifiutò di alterare quanto già ratificato, ma accettò che i preti potessero attenersi alle prescrizioni del codice canonico e promise un miglioramento del trattamento economico del clero e la creazione di nuovi seminari metropolitani. Napoleone sperava di ottenere con questi favori una maggiore influenza sulle trattative ecclesiastiche in corso in Germania, ma non vi riuscì. Quest’ultimo dissenso, unito al disappunto papale per l’introduzione del Codice civile a Milano e per la mancata soppressione dei decreti Melzi, creò un’iniziale crepa nei rapporti tra Santa Sede e Impero che sfocerà poi nei contrasti degli anni seguenti.

## Concordato dell'Alsazia-Mosella
Nei territori francesi dell'Alsazia e della Mosella, che all'epoca dell'abrogazione del concordato facevano parte dell'Impero tedesco, si continua ad applicare (su richiesta della popolazione locale) il concordato del 1801, anche dopo il ritorno alla Francia a seguito della prima guerra mondiale. I funzionari alsaziani nel 1919 accettarono infatti l'annessione alla Francia, a condizione, fra le altre cose, che venisse mantenuto questo regime speciale.
La validità di questa peculiarità è stata confermata nel febbraio 2013 dal Consiglio costituzionale. Come conseguenza, lo Stato partecipa, almeno formalmente, alla nomina del vescovo di Metz e dell'arcivescovo di Strasburgo.